# Koskenlaskijan morsian
Konskenlaskijan morsian (in lingua svedese: Forsfararens brud) è un film del 1923 diretto da Erkki Karu.

## Trama[4][5]
Iisakki Nuottaniemi ha perso suo figlio, annegato, insieme ad altri giovani, in un apparente incidente mentre il ragazzo si trovava in una zattera sulla quale i taglialegna supervisionavano il trasporto del legname attraverso le rapide di un fiume. Da allora Iisakki non ha potuto fare a meno di nutrire risentimento e quasi odio verso colui che, al momento dell’incidente, era responsabile del convoglio di zattere,  Heikki Paloniemi, proprietario della fattoria vicina alla sua. E questo nonostante i continui ammonimenti del predicatore Kero-Pieti, che lo invitava, in base a principi cristiani, a perdonare.
Johani, il figlio di Heikki, è innamorato di Hanna, la figlia di Iisakki, che però lo tiene in attesa, perché innamorata, ricambiata, di Antti Koskenalusta, pure taglialegna, come Johani, e come lo era suo fratello.
La riappacificazione fra Iisakki e Heikki, ottenuta alla fine dal predicatore, non aiuta a dissolvere i sospetti degli Nuottaniemi verso Heikki.
Quando si tratta, in primavera, di scortare, di nuovo, il legname oltre le rapide, questi latenti sospetti vengono confermati allorché Heikki, che confessa di essere sempre stato interessato alle ricchezze degli Nuottianiemi, vista la predilezione che Iisakki mostra per Antti invece che per suo figlio Johani,  si propone di provocare un nuovo falso incidente, come quello che, sempre su sua confessione, egli ha provocato in passato per eliminare il figlio di Iisaki, con l’intento, questa volta, di eliminare Antti.
Alcuni giovani restano incagliati, secondo la macchinazione di Heikki, ad uno scoglio in mezzo alle rapide, in situazione di estremo pericolo: ma, fra di essi, oltre ad Antti, c’è anche Johani. Heikki allora, nel tentativo di salvare il proprio figlio, perde la vita nel fiume.
Gli uomini vengono salvati, grazie al contributo di Iisaki e della stessa Hanna, che non esita a mettere in pericolo la propria vita nelle rapide.
A seguito di questi avvenimenti drammatici Johani perde il lume della ragione, e lo stesso predicatore Kero-Pieti, riconoscendo il proprio contributo negativo nella vicenda, abbandona il servizio presso la chiesa.
Hanna ed Antti, quest’ultimo accolto come un figlio da Iisaki, si riuniscono.